# Équitation Camargue
 (mars 2021).
Si vous disposez d'ouvrages ou d'articles de référence ou si vous connaissez des sites web de qualité traitant du thème abordé ici, merci de compléter l'article en donnant les références utiles à sa vérifiabilité et en les liant à la section « Notes et références ».
Pour les articles homonymes, voir Camargue (homonymie).

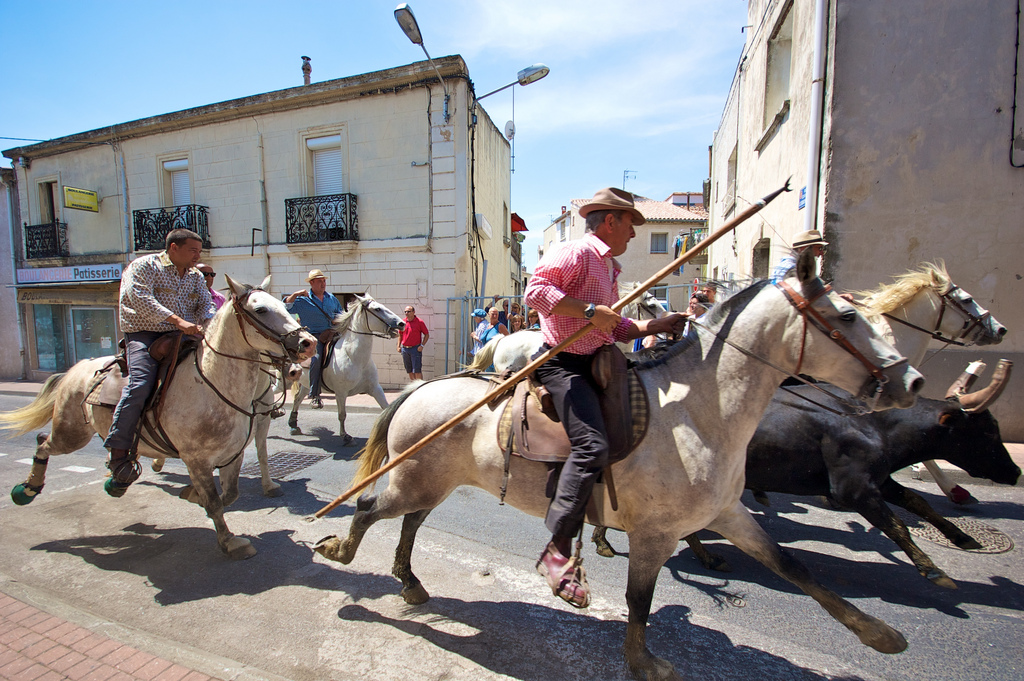
Gardians lancés au galop lors d'une abrivado.

L’équitation Camargue tire son origine du travail des gardians, des cavaliers s'occupant de bovins dans la Camargue. C'est une équitation de travail et une discipline de la Fédération française d'équitation depuis 1995, avec ses propres niveaux de Galop, championnats et épreuves.

## Origine

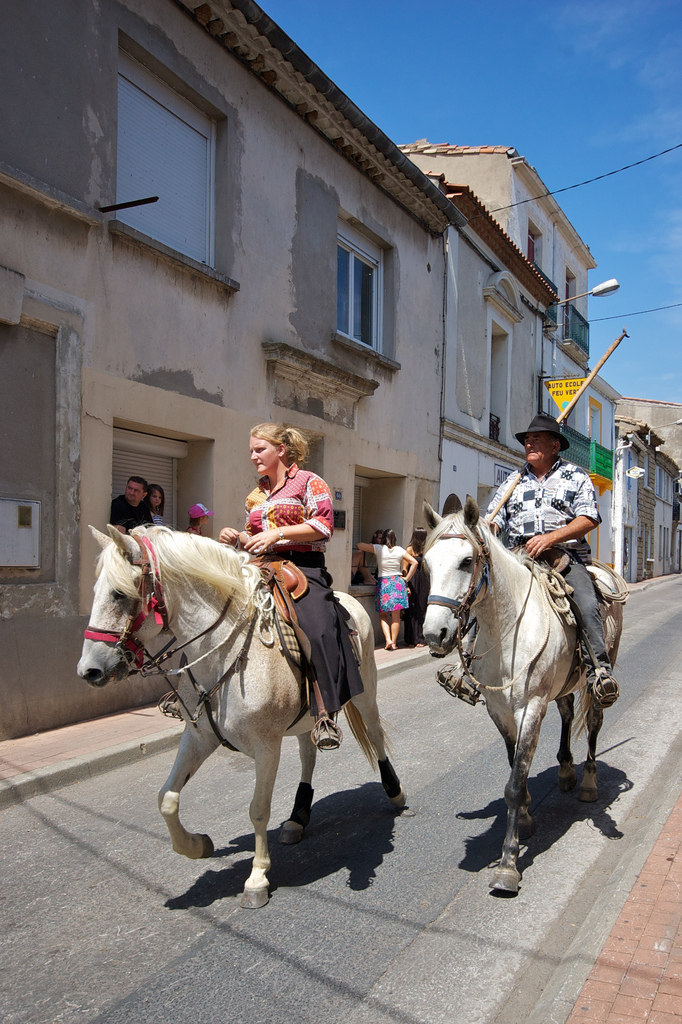
Défilé de gardians.

Les racines paysannes ont été ancrées faisant de cette équitation une des plus anciennes à ce jour (la confrérie des gardians a fêté ses 500 ans en 2012), donnant lieu a de nombreuses traditions autour du cheval Camargue et des taureaux en général. Cette équitation se pratique sur des chevaux Camargue ou de type Camargue, avec une technique de monte et un harnachement spécifiques. Les bovins de race Camargue sont assez sauvages.

## Compétition
Cette discipline équestre est liée à son territoire d’origine. Elle participe aux traditions de la Camargue et possède aussi ses jeux équestres.
L'équitation camargue de compétition est née de la volonté de certains éleveurs, désireux de créer un outil de promotion et de valorisation, taillé sur mesure pour le cheval Camargue. En 1995, l'équitation camargue est officiellement reconnue par la Fédération française d'équitation, ce qui lui permet en 1998 d'avoir un championnat de France officiel ainsi qu'un règlement élaboré par la Commission d'Équitation Camargue de la FFE validé par la Direction et les Haras nationaux. Les compétitions d'Équitation Camargue sont réparties en huit disciplines.

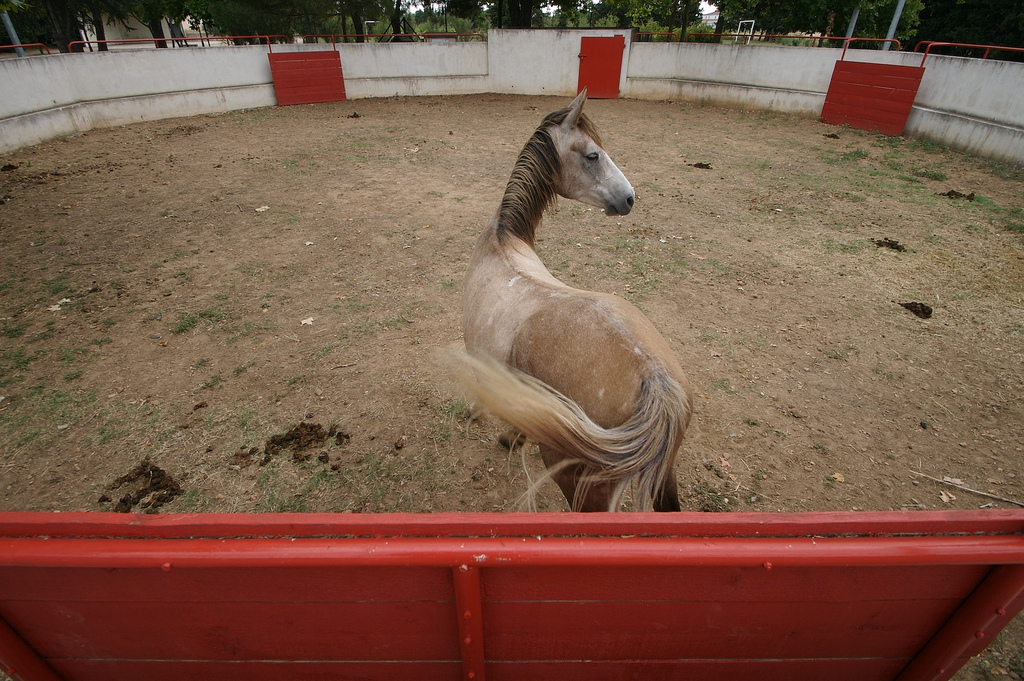
Cheval camarguais dans l'arène pour dressage
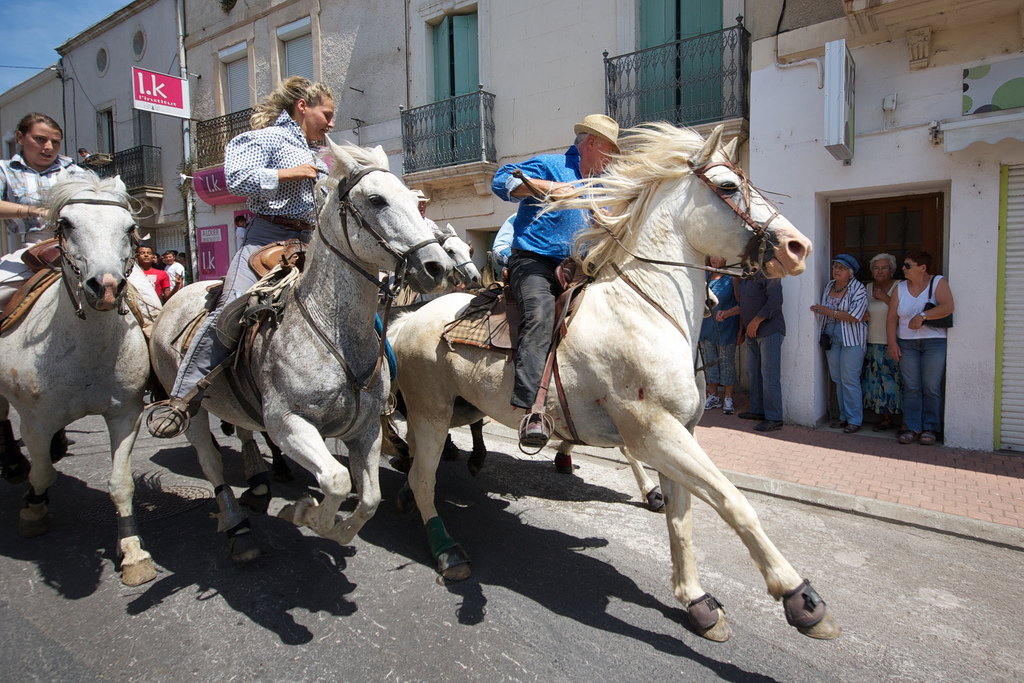
Défilé au galop
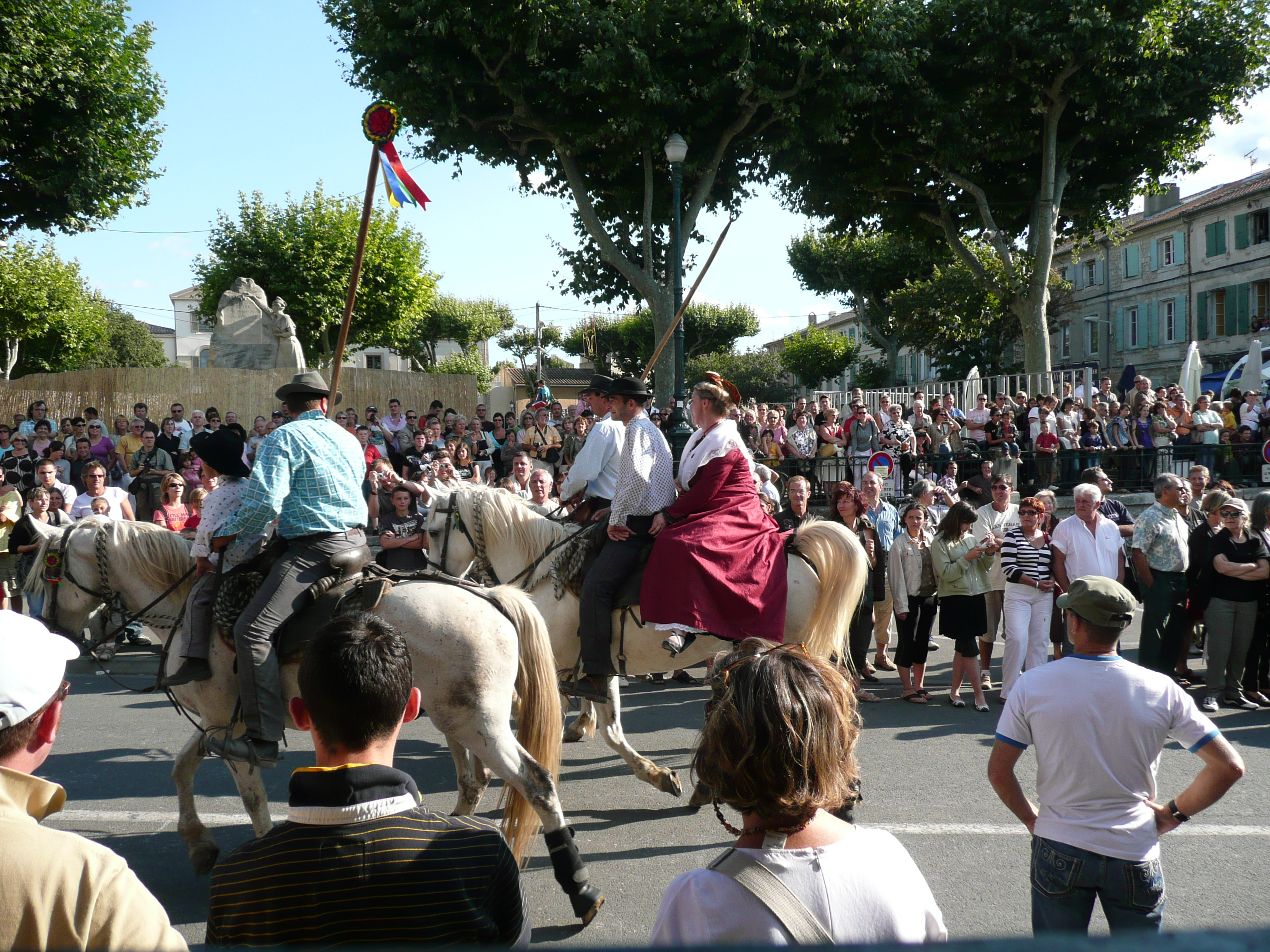
Défilé d'une manade
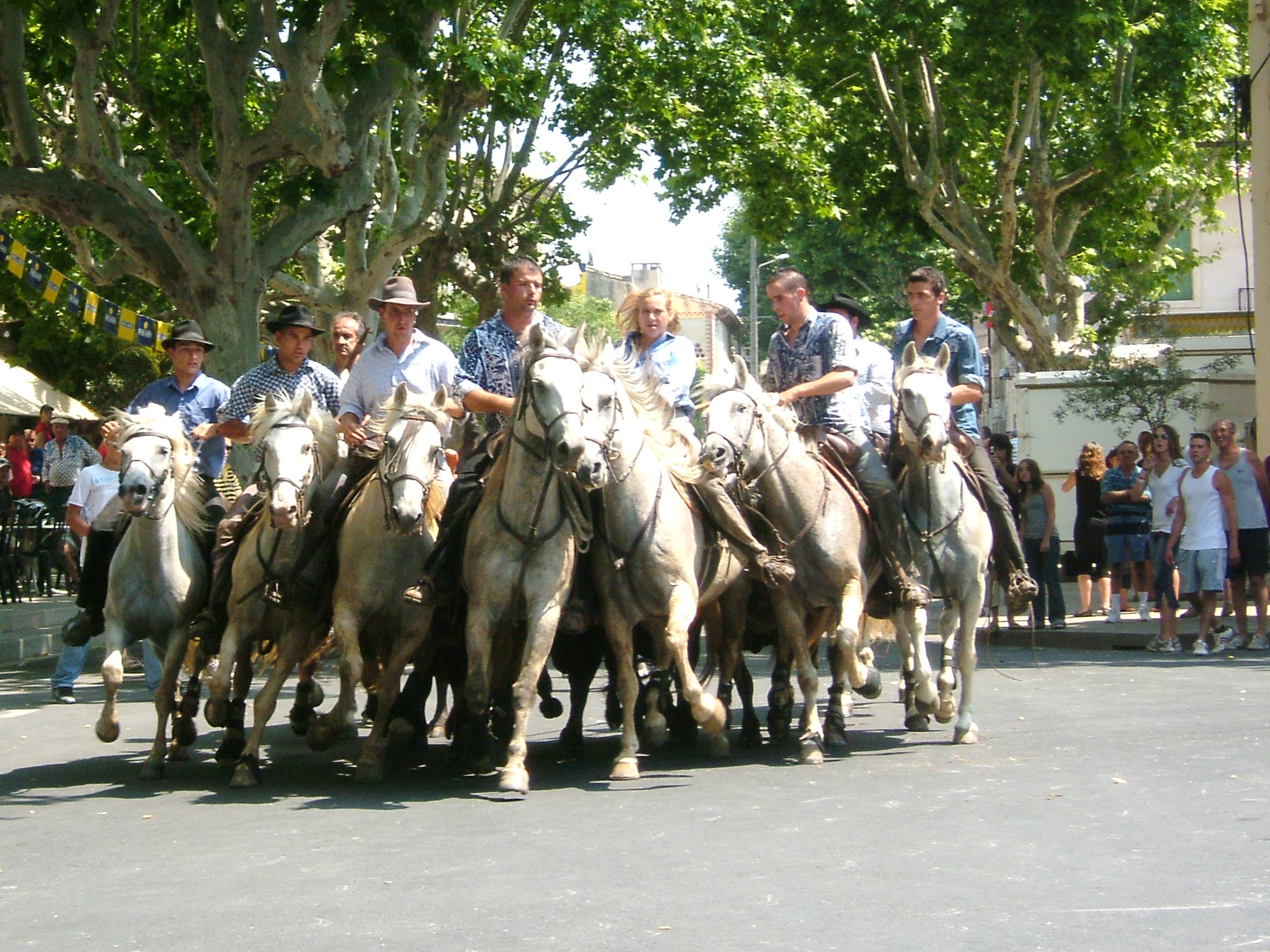
Abrivado à Calvisson

## Épreuves
Les huit épreuves sont :

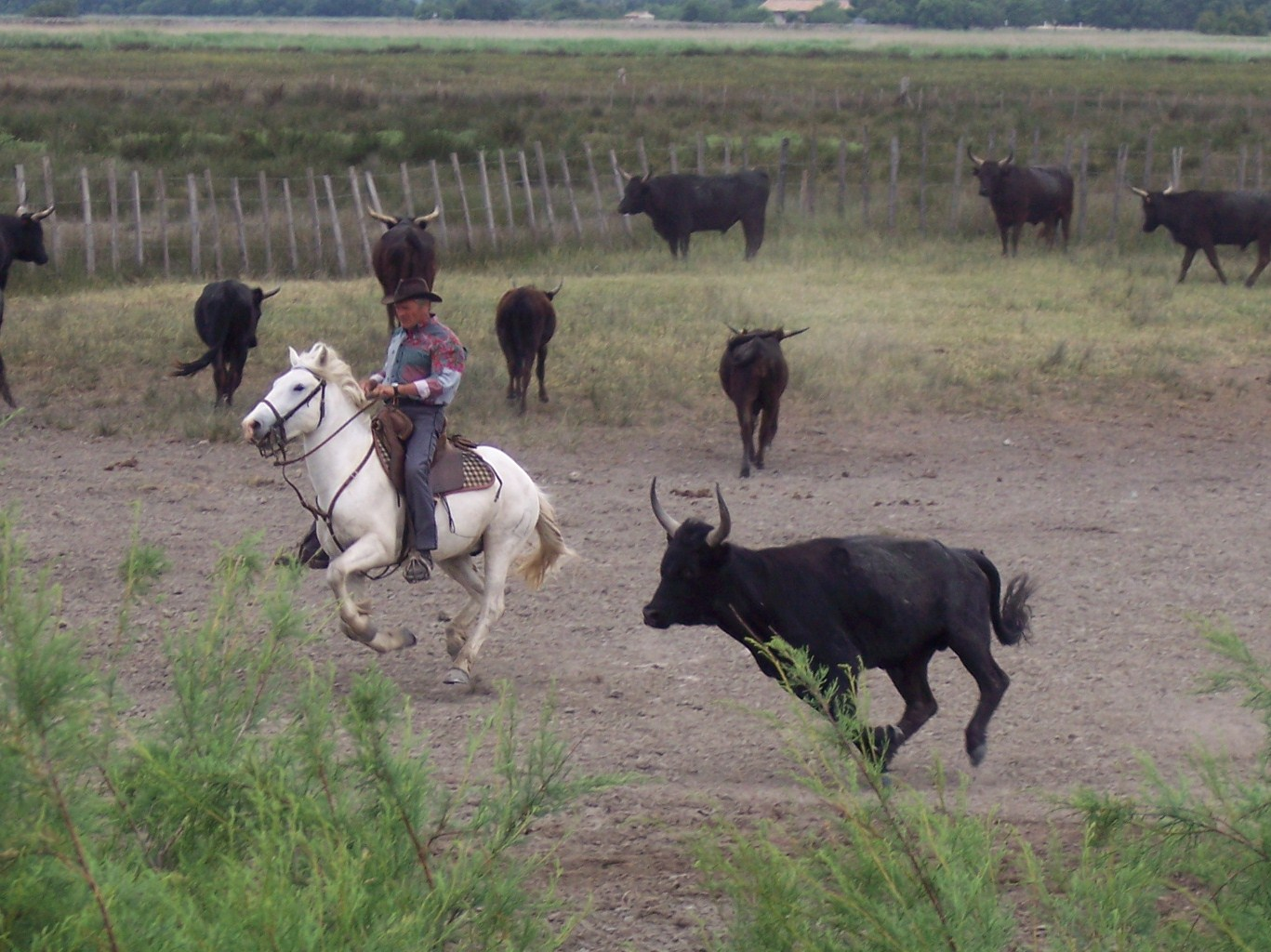
Gardian effectuant le tri

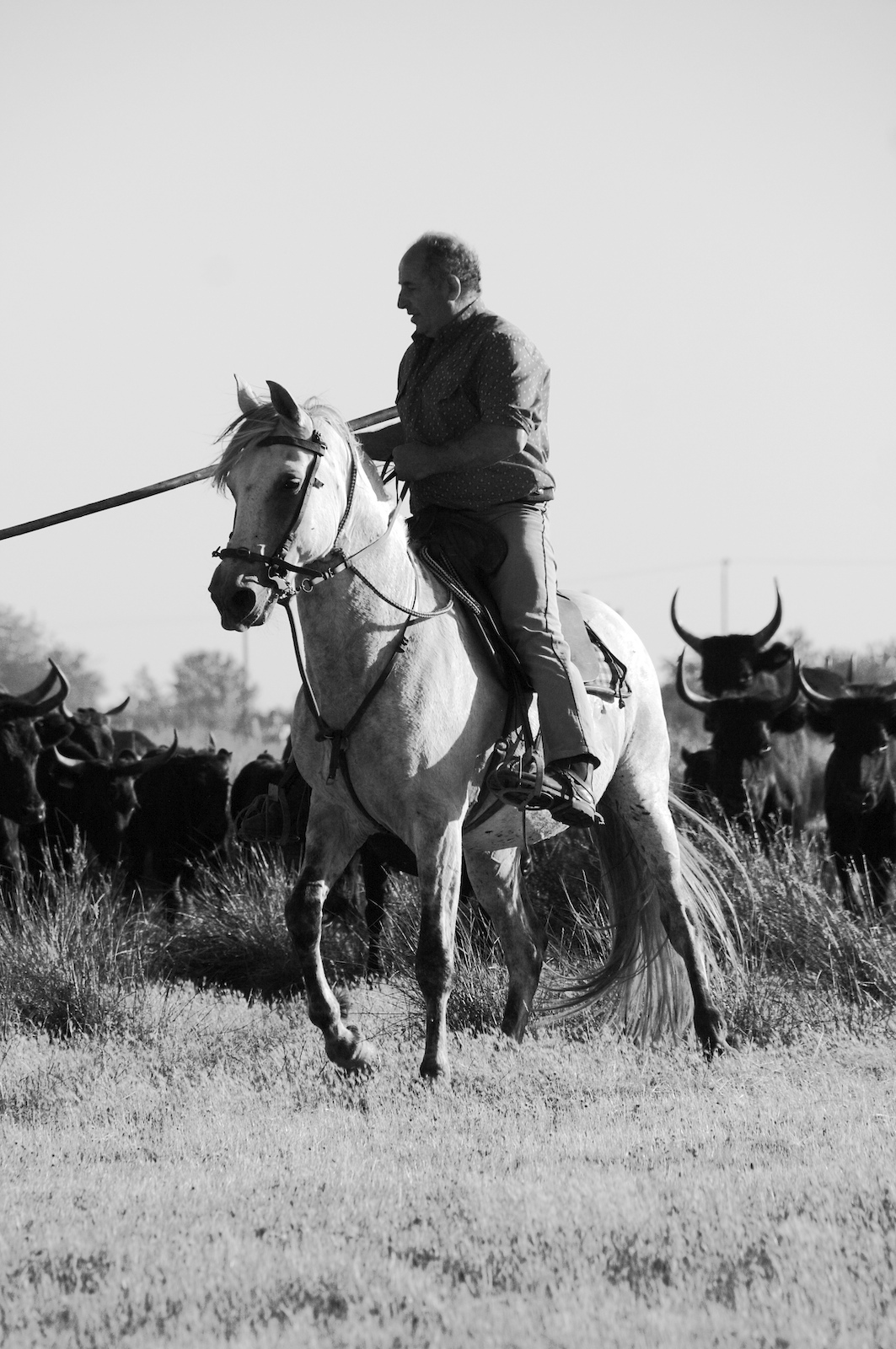
Gardian dans sa manade

- Courséjado : se pratique à deux et consiste à barruler (tomber) un annouble (taurillon de 1 an) dans un endroit bien précis.
- Jeu de la liberté : est une discipline qui se pratique à deux ou trois et qui consiste à faire passer un cheval en liberté dans un maximum d'obstacles qui sont bien souvent des couloirs ou des petites slaloms.
- Maniabilité (chronométré ou à points) : le cavalier enchaîne un certain nombre d'obstacles et qui permet d'évaluer l'agilité du cheval et sa rapidité à l'exercice ainsi que son sang froid.
- Parcours de pays : très ressemblant au cross, le parcours de pays est constitué de petits obstacles que le gardian peut être amené à rencontrer dans la nature comme une gaze, un tronc, un fossé...
- Reprise de travail : c'est une reprise de dressage adaptée au travail dans le bétail où on retrouve les figures nécessaires au tri comme le reculé, les demi-pirouettes ou encore les arrêts à partir du galop.
- Slalom parallèle : le principe est d'être plus rapide que le cavalier qui se trouve à côté en enchaînant le plus rapidement possible un slalom côte à côte.
- Tri chronométré : se pratique généralement à quatre, où le but est de sortir le plus de bêtes possible (maximum trois) dans un temps imparti.
- Tri technique : se pratique également à quatre, un cavalier qui va trier la bête le plus techniquement possible et ses trois aides qui vont l'aider à garder le troupeau ou pousser la bête triée.

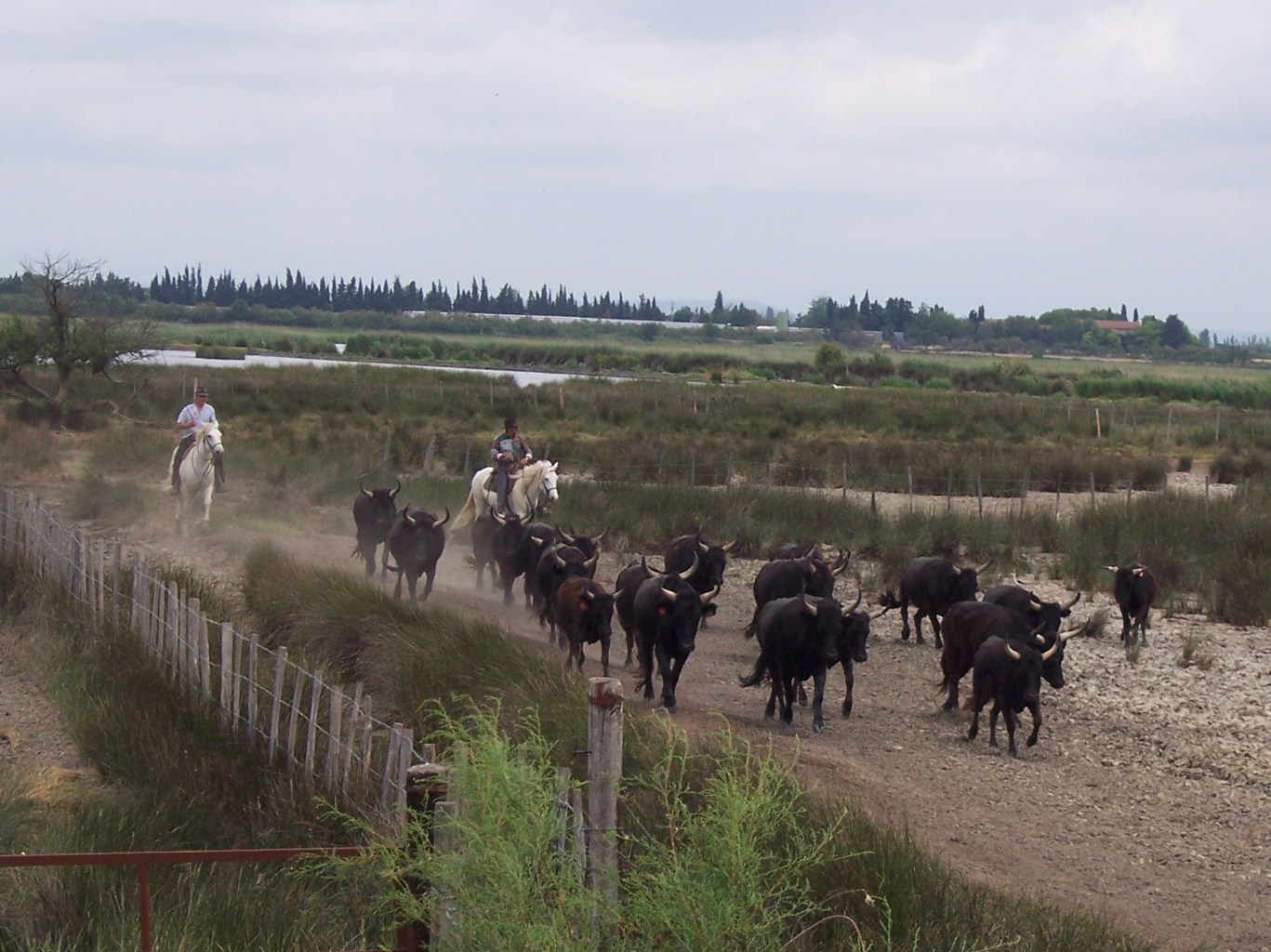
Gardians conduisant une manade de taureaux

Ces épreuves s'échelonnent sur trois niveaux de difficultés appelés Club élite (équivalent de la série 1), Club 1 (série 2) et Club 2 (Série 3) pour les cavaliers, et il existe deux séries pour les jeunes chevaux ou chevaux en première année de compétition appelées Club 1, Préparatoire et Club 2 Préparatoire cheval.
Depuis 2007, certains concours d'équitation camargue sont dits open et sont ouverts à d'autres équitations de travail, comme la Doma vaquera ou encore l'équitation portugaise. En fin de saison (début juillet), les cavaliers qualifiés se rencontrent lors du championnat de France qui est un combiné des trois épreuves reines de l'équitation de travail.
Depuis 1996, sont organisés chaque année un championnat d'Europe et un championnat du Monde d'équitation de travail, dans lesquels plusieurs pays se rencontrent : la France, l'Espagne, le Portugal, l 'Italie, l'Angleterre et le Mexique chacun dans son équitation traditionnelle. Ces pays se disputent sur trois disciplines qui sont la reprise de travail, la maniabilité et le tri. L'équipe de France a été championne du Monde de tri en 2002 et n'a toujours pas cédé sa place en 2007.

## Matériels spécifiques

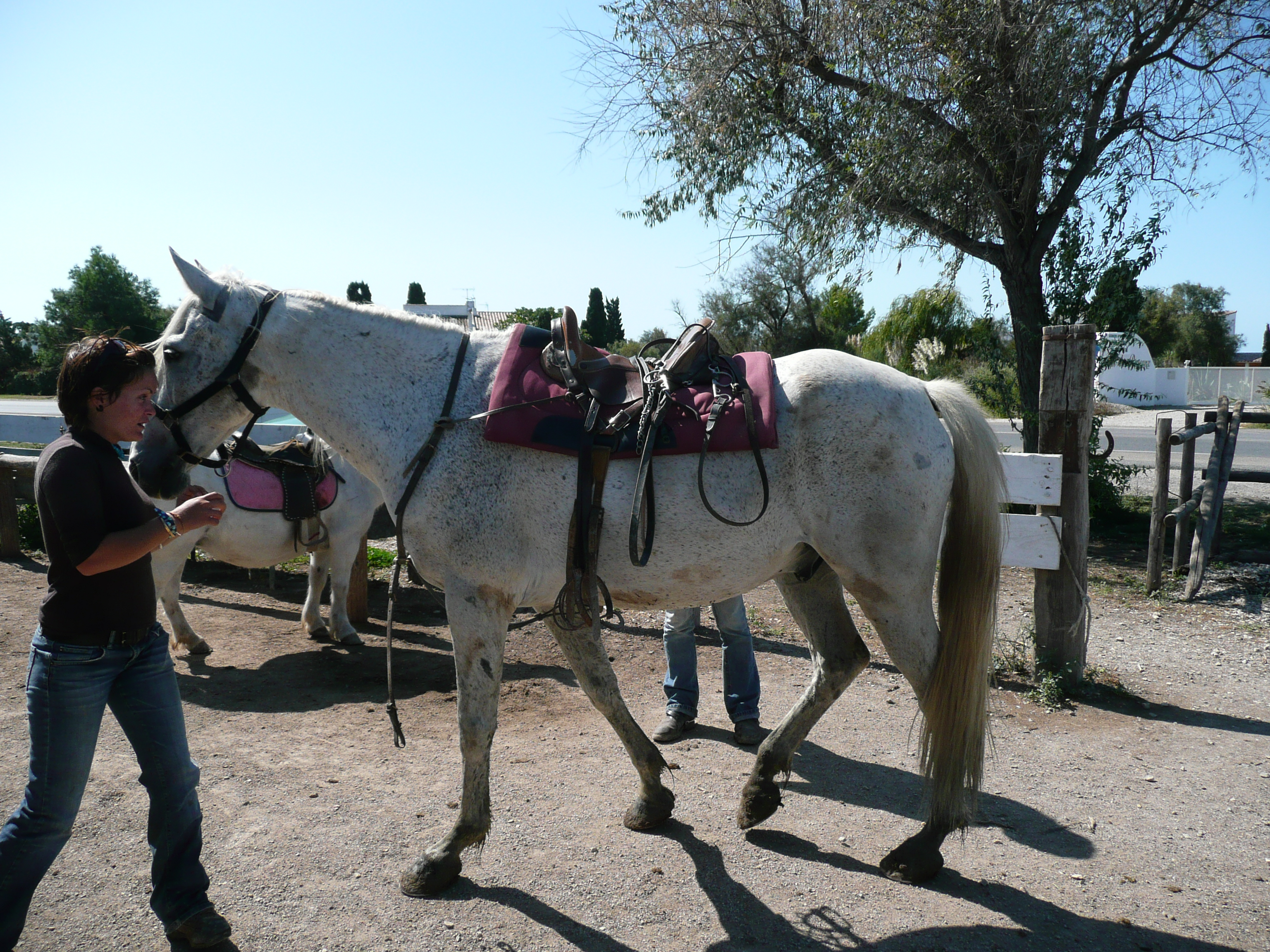
Harnachement du cheval Camargue

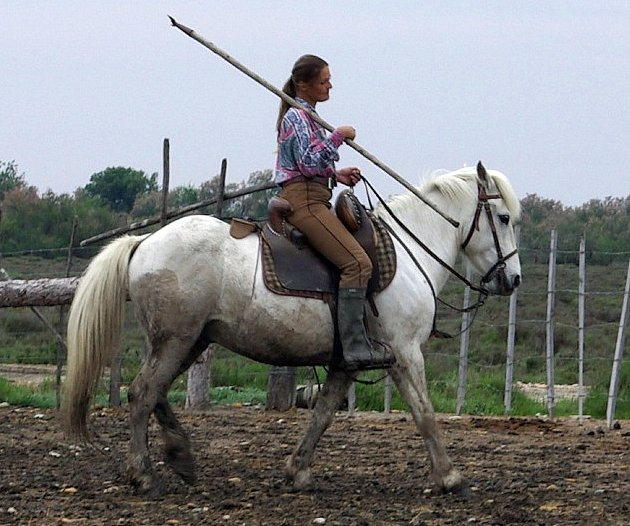
Équipement professionnel

- la selle : contrairement à l’usuelle selle anglaise qui est plate, celle de l’équitation Camargue est profonde, avec un haut pommeau en cuir rembourré et un troussequin enveloppants d’une hauteur maximale de 15 cm, ce qui permet au gardian d’être calé et bien stable lors de brusques changements de direction. Cette selle est aussi adaptée au maniement du trident et d’un terrain marécageux. Elle est toujours équipée d’une croupière.
- les étriers : plats et fermés devant par une grille en fer forgé, ils empêchent les pieds d’être coincés en cas de chute.
- la bride : elle dispose d’un mors camargue équipé de longues branches et les deux rênes se tiennent dans une main.
- le couvertoun : tapis de selle à carreaux.
- la martingale : sert à empêcher la selle de reculer et à la tête du cheval de trop se relever
- le caveçon : sert particulièrement aux poulains pour apprendre à tourner.
- le séden : servait auparavant à attacher le cheval. Fait de crins.
- le trident : bâton muni d’un fer en forme de trident et d’une longueur n’excédant pas 2,5 m. Il est utilisé pour pousser le taureau.

## Tourisme équestre en Camargue
Il existe des écoles d'équitation affiliées à la Fédération française d'équitation (FFE) qui accueillent cavaliers débutants ou cavaliers confirmés désirant pratiquer l'équitation Camargue. Les moniteurs, diplômés d'état, encadrent des stages de dressage, tourisme équestre, monte Camargue ou équitation de travail. Certaines écoles assurent aussi des stages de perfectionnement du galop 1 à 7 qui peuvent être complétés par des stages avec passage de Galop. 

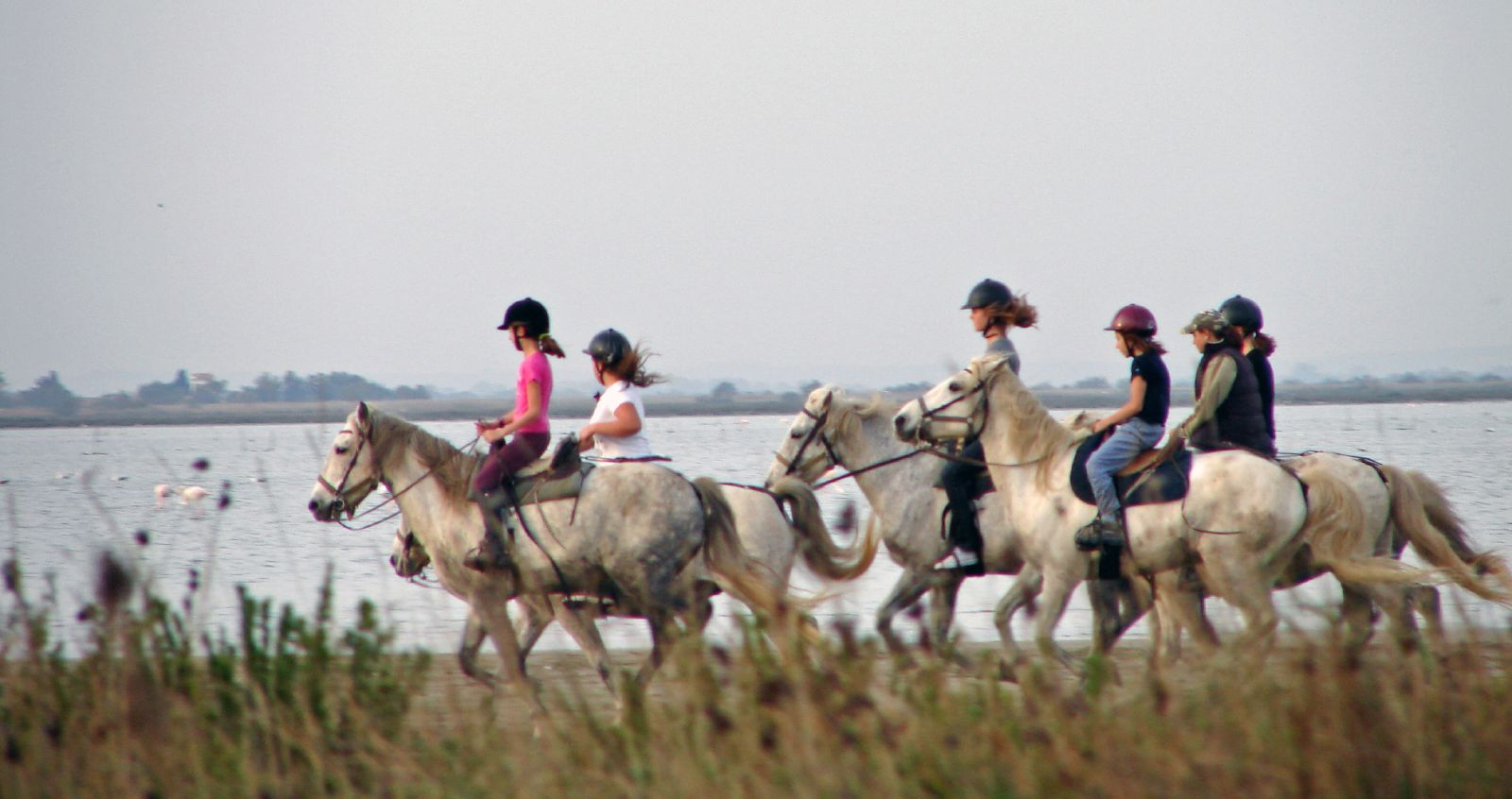
Promenade en Camargue
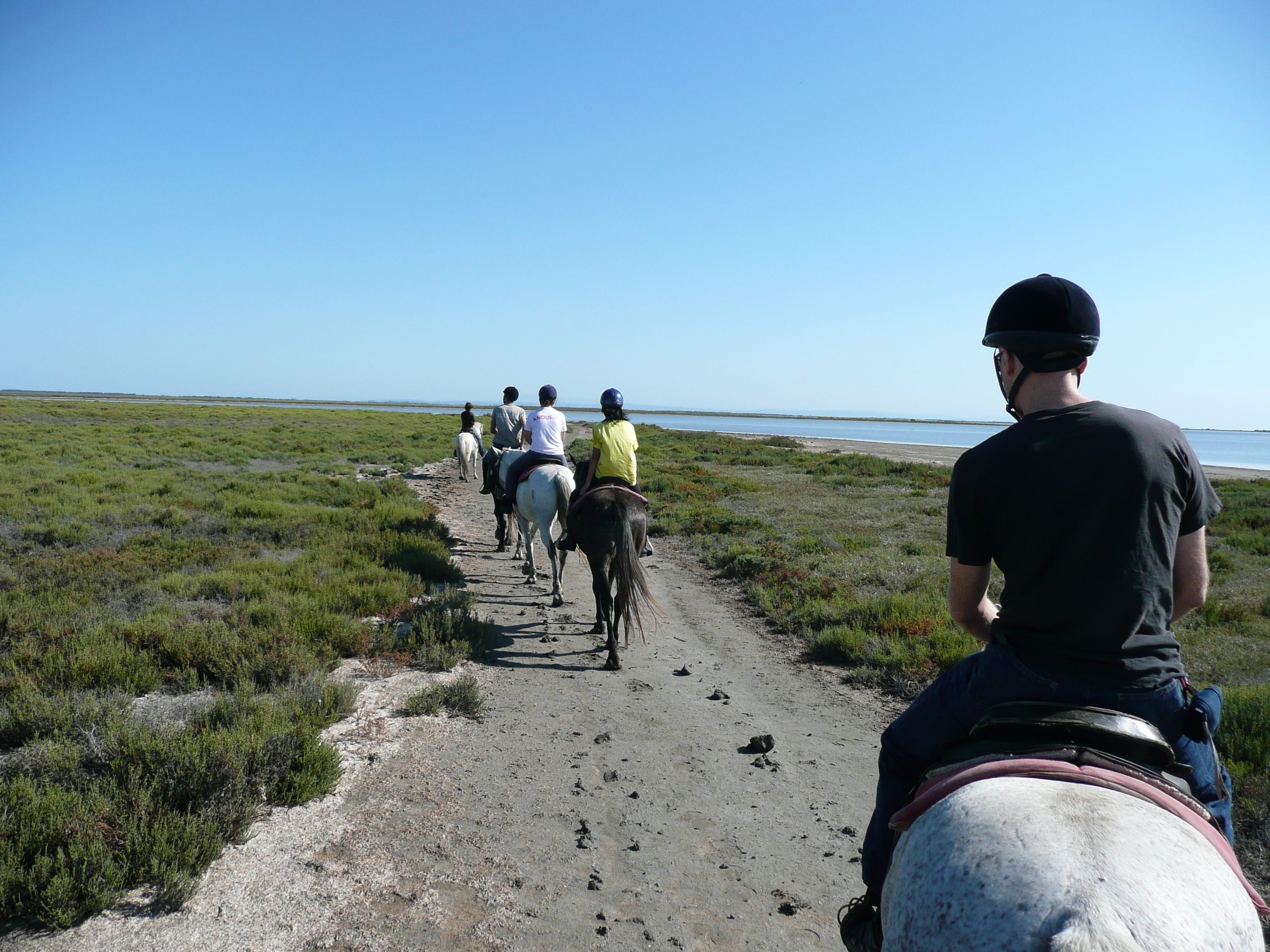
Promenade sur une draille
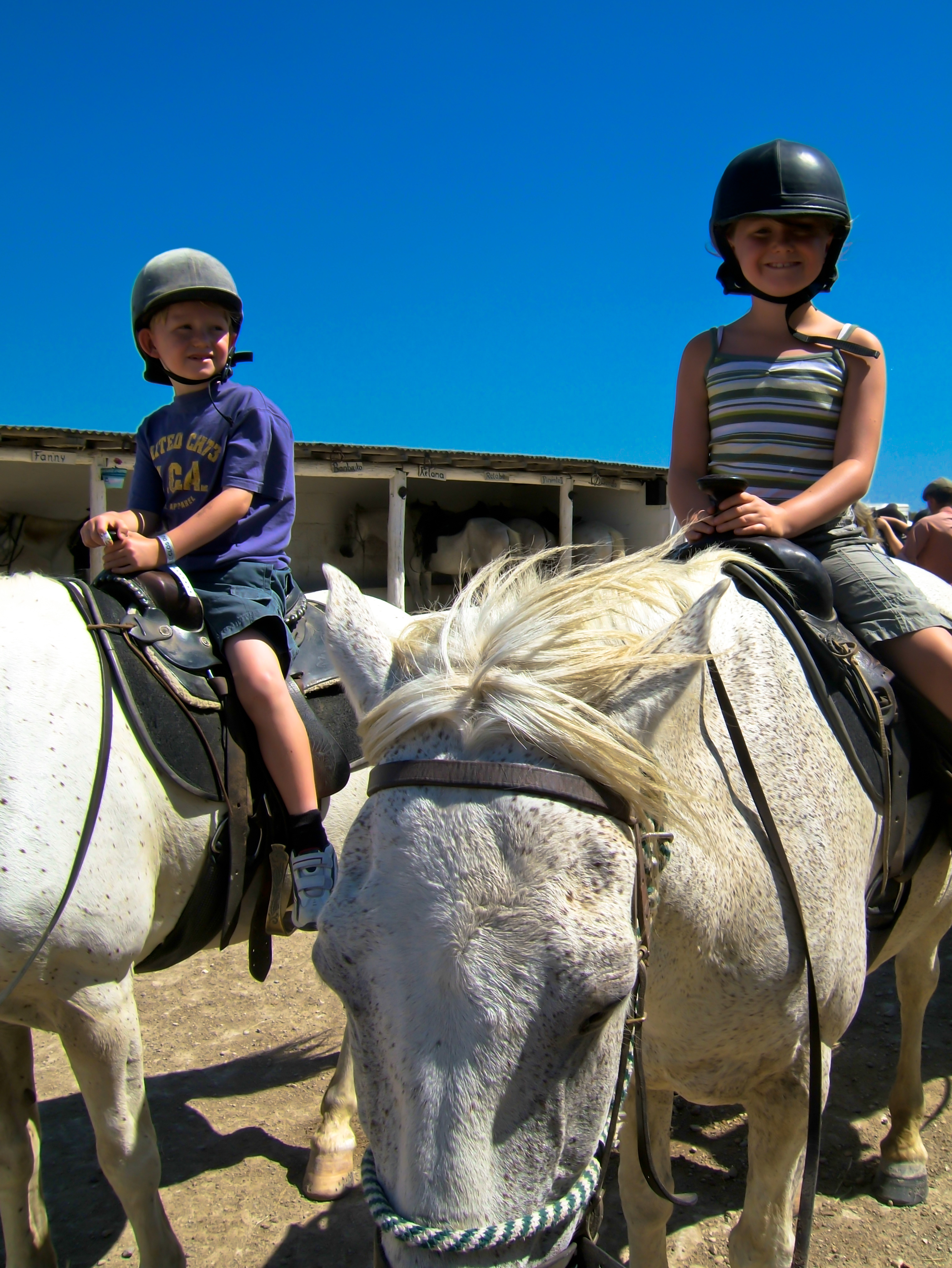
École d'équitation à Beauduc
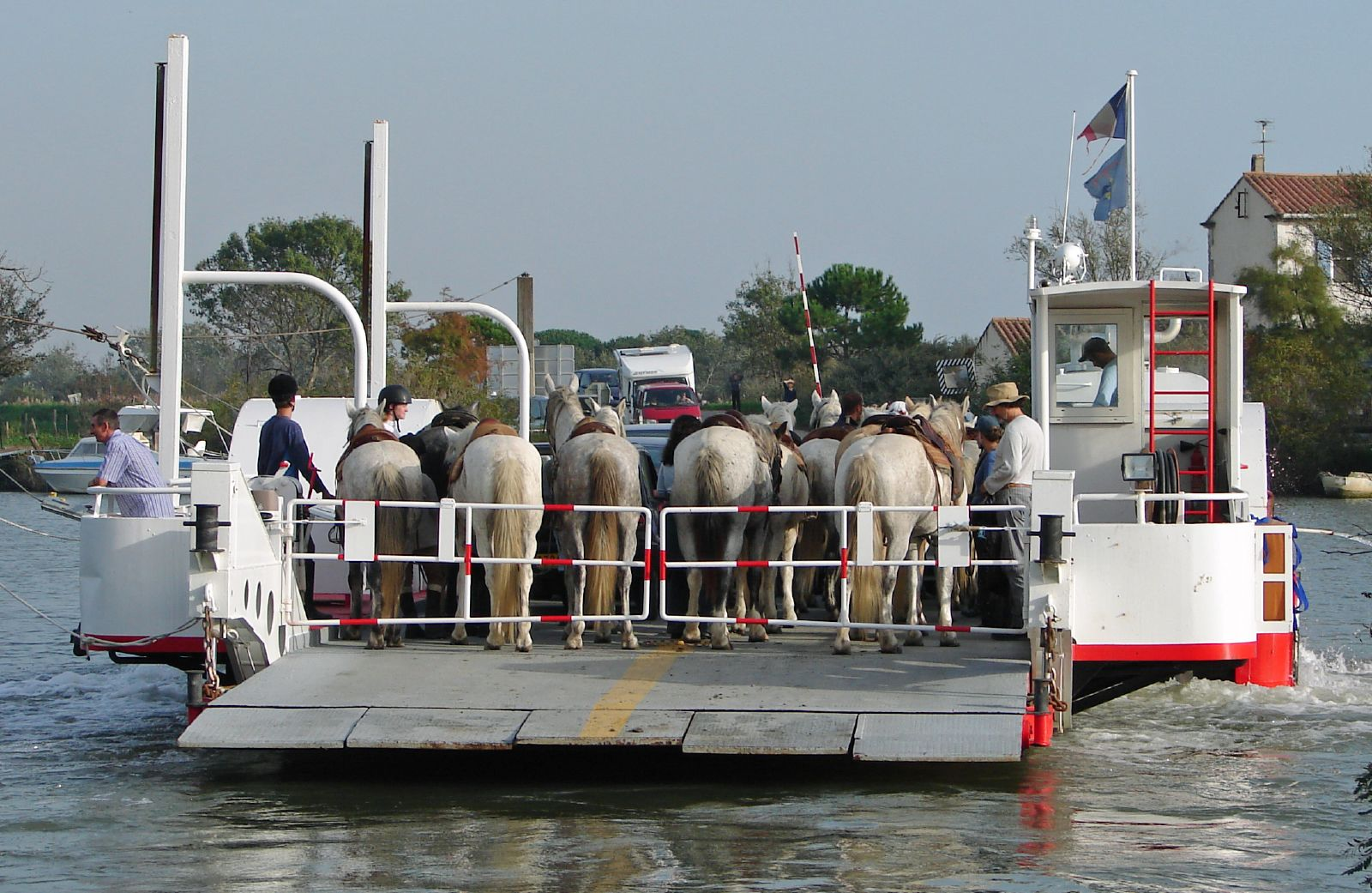
Traversée du Rhône sur le bac
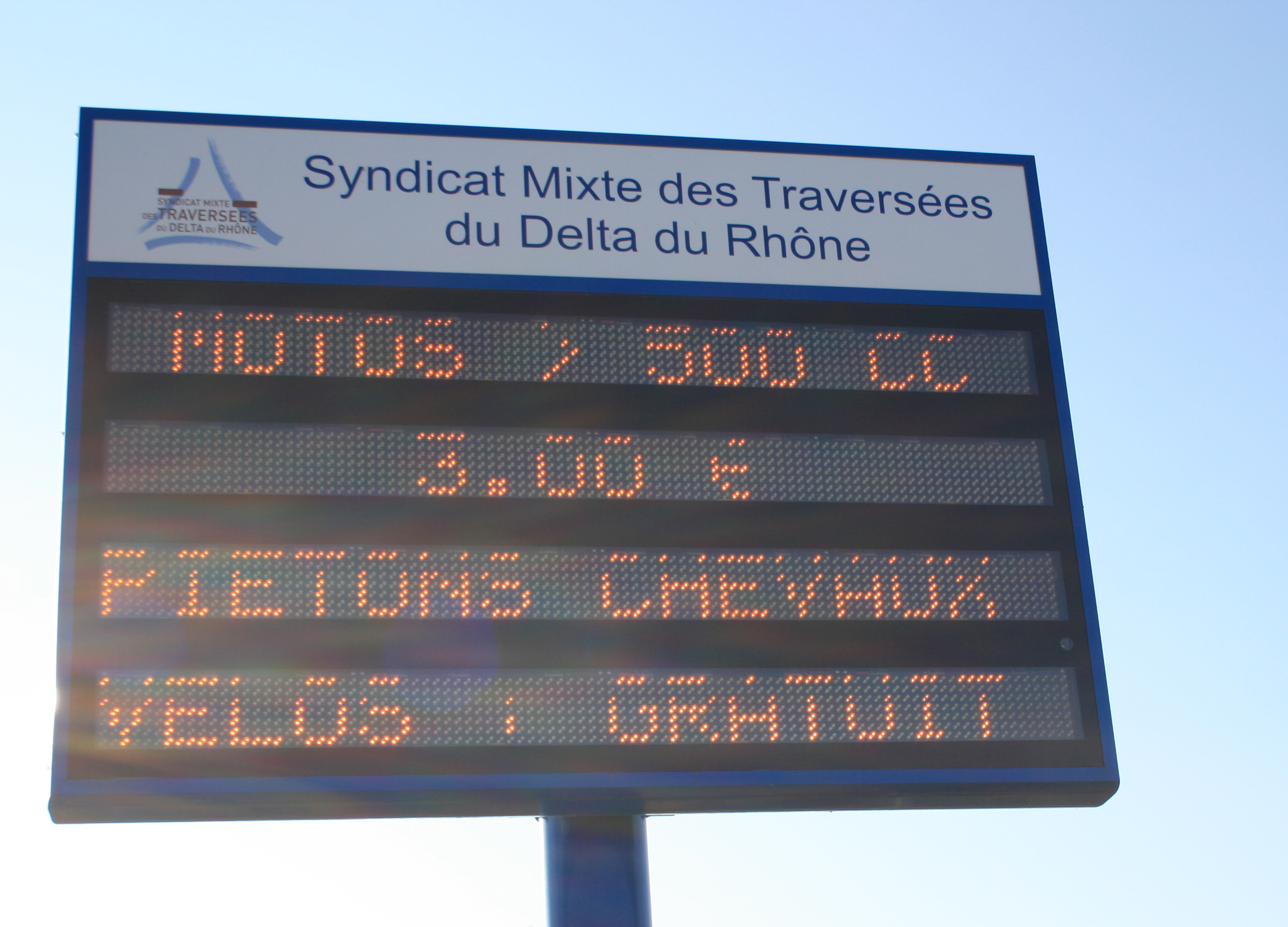
Traversée gratuite pour les chevaux

De nombreux centres équestres organisent des journées à cheval permettant de découvrir le Parc naturel régional de Camargue avec sa faune et sa flore. Généralement ces excursions qui peuvent durer jusqu'à 9 heures d'affilée nécessitent un bon niveau équestre. Elles permettent de découvrir les zones littorales, marécageuses, des manades, des drailles, anciens chemins de transhumance ou de traverser le Rhône en bac.